# Sea Jet
O Sea Jet (ou Advanced Electric Ship Demonstrator ou AESD) é um navio que testa as capacidades elétricas e tecnológicas dos navios da classe Zumwalt.